# Pheraeus
Pheraeus es un género de mariposas de la familia Hesperiidae.

## Descripción
Especie tipo por monotípia Carystus epidius Mabille, 1891.

## Diversidad
Existen 11 especies reconocidas en el género, todas ellas tienen distribución neotropical.